# Acuera spreta
Acuera spreta är en insektsart som beskrevs av Fowler 1903. Acuera spreta ingår i släktet Acuera och familjen dvärgstritar. Inga underarter finns listade i Catalogue of Life.